# Егоров, Анатолий Александрович
Анатолий Александрович Егоров (2 ноября 1930 — 7 октября 2013) — советский хоккеист и тренер.

## Биография
Родился 2 ноября 1930 года. Воспитанник московского «Спартака», начинал играть в хоккей в 1945 году в юношеской команде. Сезон 1949/50 провёл в команде мастеров «Спартака». С 1950 по 1956 год защищал цвета московского «Динамо», с 1956 по 1960 — вновь в команде «Спартака». Всего в чемпионате СССР провёл более 200 встреч, забросил 42 шайбы в ворота соперников. Выступал за вторую сборную СССР.
В составе «Динамо» стал обладателем Кубка СССР 1953 года, чемпионом СССР 1954 года и бронзовым призёром первенства СССР 1952, 1953, 1955 и 1956 годов.
После завершения карьеры работал тренером. В ноябре — декабре 1959 года возглавлял «Спартак», затем тренировал рижскую «Даугаву», киевский «Сокол» и усть-каменогорское «Торпедо». С 1969 по 1975 год возглавлял национальную команду Польши по хоккею с шайбой.
Скончался 7 октября 2013 года.